# Nage en eau libre aux championnats du monde de natation 2019
Navigation
Budapest 2017 Budapest 2022
Sept épreuves de nage en eau libre sont disputées dans le cadre des Championnats du monde de natation 2019 organisés à Gwangju (Corée du Sud). Elles se déroulent du 13 au 19 juillet 2019.

## Programme
Tous les horaires correspondent à l'UTC+9.
| Date            | Heure | Course           |
| --------------- | ----- | ---------------- |
| 13 juillet 2019 | 08:00 | 5 km hommes      |
| 14 juillet 2019 | 08:00 | 10 km femmes     |
| 16 juillet 2019 | 08:00 | 10 km hommes     |
| 17 juillet 2019 | 08:00 | 5 km femmes      |
| 18 juillet 2019 | 08:00 | 5 km par équipes |
| 19 juillet 2019 | 08:00 | 25 km hommes     |
| 19 juillet 2019 | 08:05 | 25 km femmes     |

## Résultats détaillés

### 5 km

#### Hommes
| Rang | Nageur             | Pays      | Temps / Écart  |
| ---- | ------------------ | --------- | -------------- |
| 1    | Kristóf Rasovszky  | Hongrie   | 53 min 22 s 10 |
| 2    | Logan Fontaine     | France    | + 10,1 s       |
| 3    | Eric Hedlin        | Canada    | + 10,3 s       |
| 4    | Matej Kozubek      | Tchéquie  | + 11,5 s       |
| 5    | Domenico Acerenza  | Italie    | + 11,9 s       |
| 6    | Daniel Shekelyi    | Hongrie   | + 12,3 s       |
| 7    | Bailey Armstrong   | Australie | + 12,7 s       |
| 8    | Kirill Abrosimov   | Russie    | + 13,4 s       |
| 9    | Hayden Paul Cotter | Australie | + 13,4 s       |
| 10   | Guillem Pujol      | Espagne   | + 13,7 s       |

#### Femmes
La quatrième place n'est pas attribuée lors de cette épreuve. L'Allemande Leonie Beck termine dans le même temps que l'Américaine Hannah Moore pour la médaille de bronze.
| Rang | Nageuse               | Pays       | Temps / Écart |
| ---- | --------------------- | ---------- | ------------- |
| 1    | Ana Marcela Cunha     | Brésil     | 57 min 56 s 0 |
| 2    | Aurélie Muller        | France     | + 1,0 s       |
| 3    | Hannah Moore          | États-Unis | + 2,0 s       |
| 3    | Leonie Beck           | Allemagne  | + 2,0 s       |
| 5    | Rachele Bruni         | Italie     | + 2,7 s       |
| 6    | Giulia Gabbrielleschi | Italie     | + 3,0 s       |
| 7    | Ashley Twichell       | États-Unis | + 4,0 s       |
| 8    | Yawen Hou             | Chine      | + 4,9 s       |
| 9    | Lara Grangeon         | France     | + 5,5 s       |
| 10   | Maria Bramont-Arias   | Pérou      | + 13,1 s      |

### 10 km
Les dix premiers nageurs classés et les dix premières nageuses classées se qualifient pour les Jeux olympiques d'été de 2020 à Tokyo, au Japon.

#### Hommes
| Rang | Nageur               | Pays       | Temps / Écart      |
| ---- | -------------------- | ---------- | ------------------ |
| 1    | Florian Wellbrock    | Allemagne  | 1 h 47 min 55 s 90 |
| 2    | Marc-Antoine Olivier | France     | + 0,2 s            |
| 3    | Rob Muffels          | Allemagne  | + 1,5 s            |
| 4    | Kristóf Rasovszky    | Hongrie    | + 3,6 s            |
| 5    | Jordan Wilimovsky    | États-Unis | + 5,1 s            |
| 6    | Gregorio Paltrinieri | Italie     | + 5,1 s            |
| 7    | Ferry Weertman       | Pays-Bas   | + 6,0 s            |
| 8    | Alberto Martinez     | Espagne    | + 6,3 s            |
| 9    | Mario Sanzullo       | Italie     | + 8,8 s            |
| 10   | David Aubry          | France     | + 9,2 s            |

#### Femmes
| Rang | Nageuse               | Pays       | Temps / Écart      |
| ---- | --------------------- | ---------- | ------------------ |
| 1    | Xin Xin               | Chine      | 1 h 54 min 47 s 20 |
| 2    | Haley Anderson        | États-Unis | + 0,9 s            |
| 3    | Arianna Bridi         | Italie     | + 2,7 s            |
| 4    | Lara Grangeon         | France     | + 2,8 s            |
| 5    | Ana Marcela Cunha     | Brésil     | + 3,3 s            |
| 6    | Ashley Twichell       | États-Unis | + 3,3 s            |
| 7    | Kareena Lee           | Australie  | + 3,3 s            |
| 8    | Finnia Wunram         | Allemagne  | + 3,5 s            |
| 9    | Leonie Beck           | Allemagne  | + 3,8 s            |
| 10   | Sharon van Rouwendaal | Pays-Bas   | + 3,9 s            |

### 25 km

#### Hommes
| Rang | Nageur              | Pays      | Temps / Écart      |
| ---- | ------------------- | --------- | ------------------ |
| 1    | Axel Reymond        | France    | 4 h 51 min 06 s 20 |
| 2    | Kirill Beliaev      | Russie    | + 0,3 s            |
| 3    | Alessio Occhipinti  | Italie    | + 3,3 s            |
| 4    | Simone Ruffini      | Italie    | + 8,7 s            |
| 5    | Kai Graeme Edwards  | Australie | + 11,0 s           |
| 6    | Evgeny Drattsev     | Russie    | + 13,4 s           |
| 7    | Alberto Martinez    | Espagne   | + 37,9 s           |
| 8    | Andreas Waschburger | Allemagne | + 1 min 20,1 s     |
| 9    | Soeren Meissner     | Allemagne | + 1 min 46,7 s     |
| 10   | Gergely Gyurta      | Hongrie   | + 1 min 51,3 s     |

#### Femmes
| Rang | Nageuse              | Pays       | Temps / Écart    |
| ---- | -------------------- | ---------- | ---------------- |
| 1    | Ana Marcela Cunha    | Brésil     | 5 h 8 min 3 s 00 |
| 2    | Finnia Wunram        | Allemagne  | + 8,6 s          |
| 3    | Lara Grangeon        | France     | + 18,2 s         |
| 4    | Lisa Pou             | France     | + 25,4 s         |
| 5    | Erica Sullivan       | États-Unis | + 3 min 20,2 s   |
| 6    | Anna Olasz           | Hongrie    | + 3 min 48,5 s   |
| 7    | Arianna Bridi        | Italie     | + 3 min 49,6 s   |
| 8    | Onon Katalin Somenek | Hongrie    | + 3 min 51,7 s   |
| 9    | Katy Campbell        | États-Unis | + 3 min 56,6 s   |
| 10   | Samantha Arévalo     | Équateur   | + 4 min 19,1 s   |

### 5 km par équipes
L'ordre du relais (commencer par un homme ou par une femme) n'est pas imposé par l'organisateur. Le nageur ou la nageuse de chaque équipe doit parcourir 1,25 km. 
| Rang | Nageurs/euses                                                                 | Pays       | Temps / Écart  |
| ---- | ----------------------------------------------------------------------------- | ---------- | -------------- |
| 1    | Lea Boy, Sarah Köhler, Soeren Meissner, Rob Muffels                           | Allemagne  | 53 min 58 s 70 |
| 2    | Rachele Bruni, Giulia Gabbrielleschi, Domenico Acerenza, Gregorio Paltrinieri | Italie     | + 0,2 s        |
| 3    | Haley Anderson, Jordan Wilimovsky, Ashley Twichell, Michael Brinegar          | États-Unis | + 0,3 s        |
| 4    | Ana Marcela Cunha, Viviane Jungblut, Diogo Villarinho, Fernando Ponte         | Brésil     | + 25,8 s       |
| 5    | Chelsea Gubecka, Hayden Paul Cotter, Kareena Lee, Nicholas Sloman             | Australie  | + 38,1 s       |
| 6    | Lara Grangeon, David Aubry, Aurélie Muller, Marc-Antoine Olivier              | France     | + 38,4 s       |
| 7    | Esmee Vermeulen, Sharon van Rouwendaal, Pepijn Smits, Ferry Weertman          | Pays-Bas   | + 38,5 s       |
| 8    | Réka Rohács, Gergely Gyurta, Anna Olasz, Kristóf Rasovszky                    | Hongrie    | + 1 min 4,0 s  |
| 9    | Yawen Hou, Long Cheng, Jiabao An, Xin Xin                                     | Chine      | + 1 min 16,1 s |
| 10   | Anastasia Basalduk, Denis Adeev, Valeriia Ermakova, Kirill Abrosimov          | Russie     | + 1 min 20,4 s |

## Tableau des médailles
| Rang  | Nation     | Or | Argent | Bronze | Total |
| ----- | ---------- | -- | ------ | ------ | ----- |
| 1     | Allemagne  | 2  | 1      | 2      | 5     |
| 2     | Brésil     | 2  | 0      | 0      | 2     |
| 3     | France     | 1  | 3      | 1      | 5     |
| 4     | Chine      | 1  | 0      | 0      | 1     |
| 4     | Hongrie    | 1  | 0      | 0      | 1     |
| 6     | Italie     | 0  | 1      | 2      | 3     |
| 6     | États-Unis | 0  | 1      | 2      | 3     |
| 8     | Russie     | 0  | 1      | 0      | 1     |
| 9     | Canada     | 0  | 0      | 1      | 1     |
| Total | Total      | 7  | 7      | 8      | 22    |